# Solesmes (Sarthe)

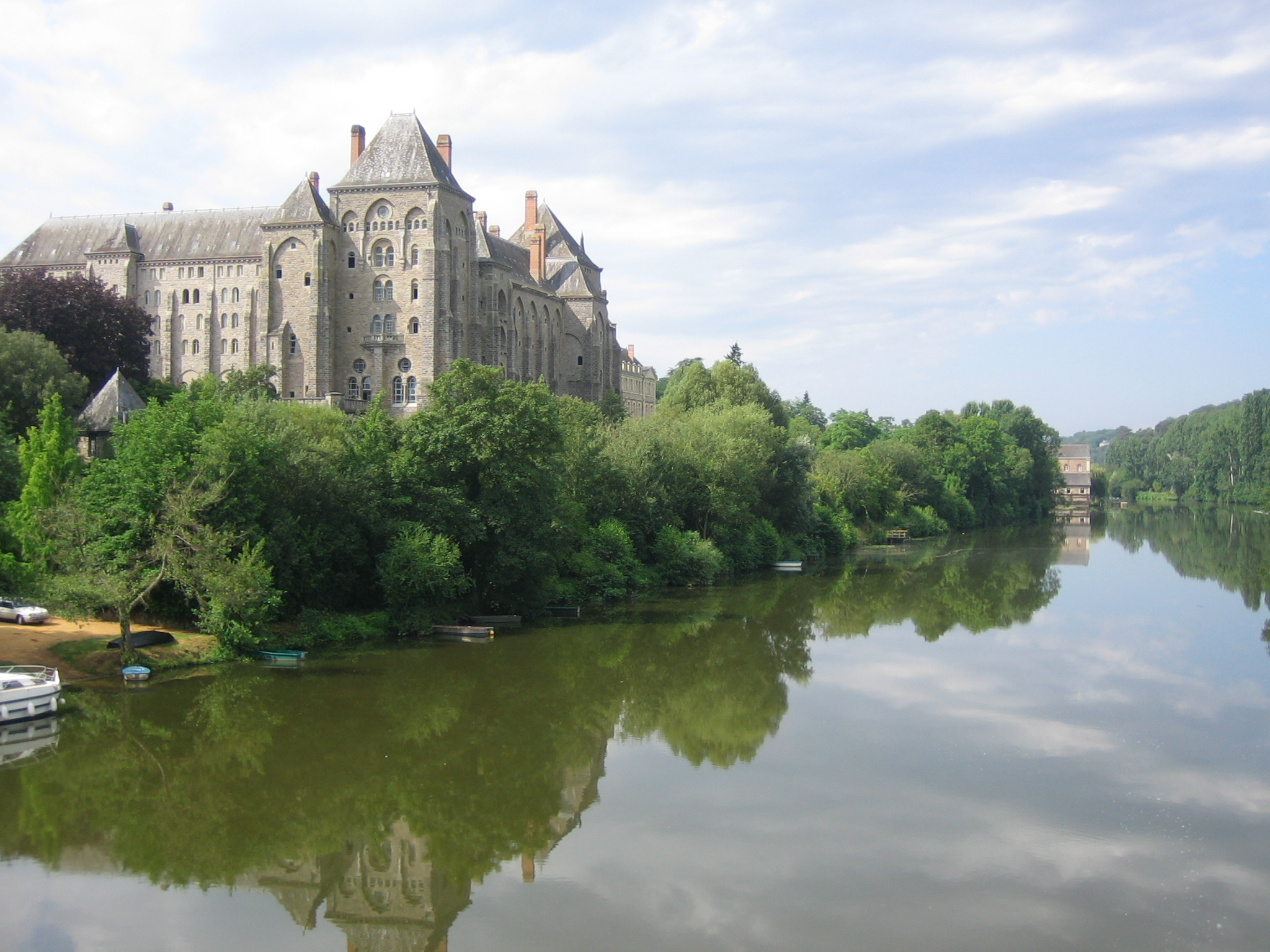
L'abadia de Sant Pere de Solesmes.

Solesmes és un municipi francès situat al departament del Sarthe i a la regió de País del Loira. L'any 2007 tenia 1.349 habitants. En aquest municipi es troba l'abadia benedictina de monjos de Sant Pere de Solesmes (Abbaye Saint-Pierre de Solesmes), on va viure els seus últims anys el famós poeta avantguardista Pierre Reverdy, associat al cubisme i al surrealisme. Aquí també es troba l'abadia benedictina de monges de Santa Cecília (Abbaye Sainte-Cécile de Solesmes).

## Demografia

### Població
El 2007 la població de fet de Solesmes era de 1.349 persones. Hi havia 508 famílies de les quals 117 eren unipersonals (47 homes vivint sols i 70 dones vivint soles), 242 parelles sense fills, 137 parelles amb fills i 12 famílies monoparentals amb fills.
La població ha evolucionat segons el següent gràfic:
Habitants censats

### Habitatges
El 2007 hi havia 570 habitatges, 511 eren l'habitatge principal de la família, 35 eren segones residències i 24 estaven desocupats. 540 eren cases i 17 eren apartaments. Dels 511 habitatges principals, 380 estaven ocupats pels seus propietaris, 128 estaven llogats i ocupats pels llogaters i 4 estaven cedits a títol gratuït; 4 tenien una cambra, 14 en tenien dues, 37 en tenien tres, 128 en tenien quatre i 329 en tenien cinc o més. 442 habitatges disposaven pel capbaix d'una plaça de pàrquing. A 213 habitatges hi havia un automòbil i a 266 n'hi havia dos o més.

### Piràmide de població
La piràmide de població per edats i sexe el 2009 era:
| Homes | Edats   | Dones |
| ----- | ------- | ----- |
| 4     | 95 o +  | 4     |
| 8     | 90 a 94 | 16    |
| 8     | 85 a 89 | 48    |
| 20    | 80 a 84 | 16    |
| 16    | 75 a 79 | 48    |
| 32    | 70 a 74 | 24    |
| 28    | 65 a 69 | 32    |
| 64    | 60 a 64 | 52    |
| 28    | 55 a 59 | 44    |
| 60    | 50 a 54 | 44    |
| 56    | 45 a 49 | 56    |
| 36    | 40 a 44 | 44    |
| 64    | 35 a 39 | 60    |
| 24    | 30 a 34 | 28    |
| 28    | 25 a 29 | 24    |
| 40    | 20 a 24 | 16    |
| 28    | 15 a 19 | 36    |
| 40    | 10 a 14 | 44    |
| 44    | 5 a 9   | 64    |
| 12    | 0 a 4   | 40    |

## Economia
El 2007 la població en edat de treballar era de 772 persones, 499 eren actives i 273 eren inactives. De les 499 persones actives 470 estaven ocupades (245 homes i 225 dones) i 30 estaven aturades (13 homes i 17 dones). De les 273 persones inactives 102 estaven jubilades, 77 estaven estudiant i 94 estaven classificades com a «altres inactius».

### Ingressos
El 2009 a Solesmes hi havia 513 unitats fiscals que integraven 1.271,5 persones, la mediana anual d'ingressos fiscals per persona era de 21.065 €.

### Activitats econòmiques
Dels 96 establiments que hi havia el 2007, 2 eren d'empreses alimentàries, 1 d'una empresa de fabricació de material elèctric, 9 d'empreses de fabricació d'altres productes industrials, 10 d'empreses de construcció, 30 d'empreses de comerç i reparació d'automòbils, 4 d'empreses de transport, 7 d'empreses d'hostatgeria i restauració, 2 d'empreses d'informació i comunicació, 1 d'una empresa financera, 8 d'empreses immobiliàries, 8 d'empreses de serveis, 3 d'entitats de l'administració pública i 11 d'empreses classificades com a «altres activitats de serveis».
Dels 23 establiments de servei als particulars que hi havia el 2009, 6 eren tallers de reparació d'automòbils i de material agrícola, 1 taller d'inspecció tècnica de vehicles, 1 paleta, 1 guixaire pintor, 3 fusteries, 1 lampisteria, 2 electricistes, 3 perruqueries, 1 agència de treball temporal, 3 restaurants i 1 tintoreria.
Dels 8 establiments comercials que hi havia el 2009, 1 era un hipermercat, 2 supermercats, 1 una fleca, 1 una carnisseria, 2 botigues d'equipament de la llar i 1 una sabateria.
L'any 2000 a Solesmes hi havia 14 explotacions agrícoles que ocupaven un total de 384 hectàrees.

## Equipaments sanitaris i escolars
El 2009 hi havia 1 centre de salut i 1 farmàcia.
El 2009 hi havia una escola elemental.

## Poblacions més properes
El següent diagrama mostra les poblacions més properes.